# Ranunculus pulchellus
Ranunculus pulchellus C.A.Mey. – gatunek rośliny z rodziny jaskrowatych (Ranunculaceae Juss.). Występuje naturalnie w Pakistanie, Kazachstanie, Nepalu, Chinach (w prowincji Gansu oraz w regionach autonomicznych Mongolia Wewnętrzna i Sinciang), Mongolii oraz Rosji (w Syberii). 

## Morfologia
PokrójBylina o lekko owłosionych pędach. Dorasta do 15–20 cm wysokości.
LiścieSą proste lub potrójnie klapowane. W zarysie mają owalny, eliptyczny lub odwrotnie owalny kształt. Mierzą 0,5–1,5 cm długości oraz 0,5–1 cm szerokości. Nasada liścia ma kształt od klinowego do zaokrąglonego. Ogonek liściowy jest nagi lub lekko owłosiony i ma 2–6 cm długości.
KwiatySą pojedyncze. Pojawiają się na szczytach pędów. Dorastają do 10 mm średnicy. Mają 5 eliptycznych działek kielicha, które dorastają do 5–7 mm długości.
OwoceNagie niełupki o odwrotnie jajowatym kształcie i długości 2 mm. Tworzą owoc zbiorowy – wieloniełupkę o jajowatym kształcie i dorastającą do 4–5 mm długości.

## Biologia i ekologia
Rośnie na łąkach. Występuje na wysokości od 2300 do 3100 m n.p.m. Kwitnie od czerwca do lipca. 

## Zmienność
W obrębie tego gatunku wyróżniono jedną odmianę:
- Ranunculus pulchellus var. stracheyanus (Maxim.) Hand.-Mazz.